# Кустодія

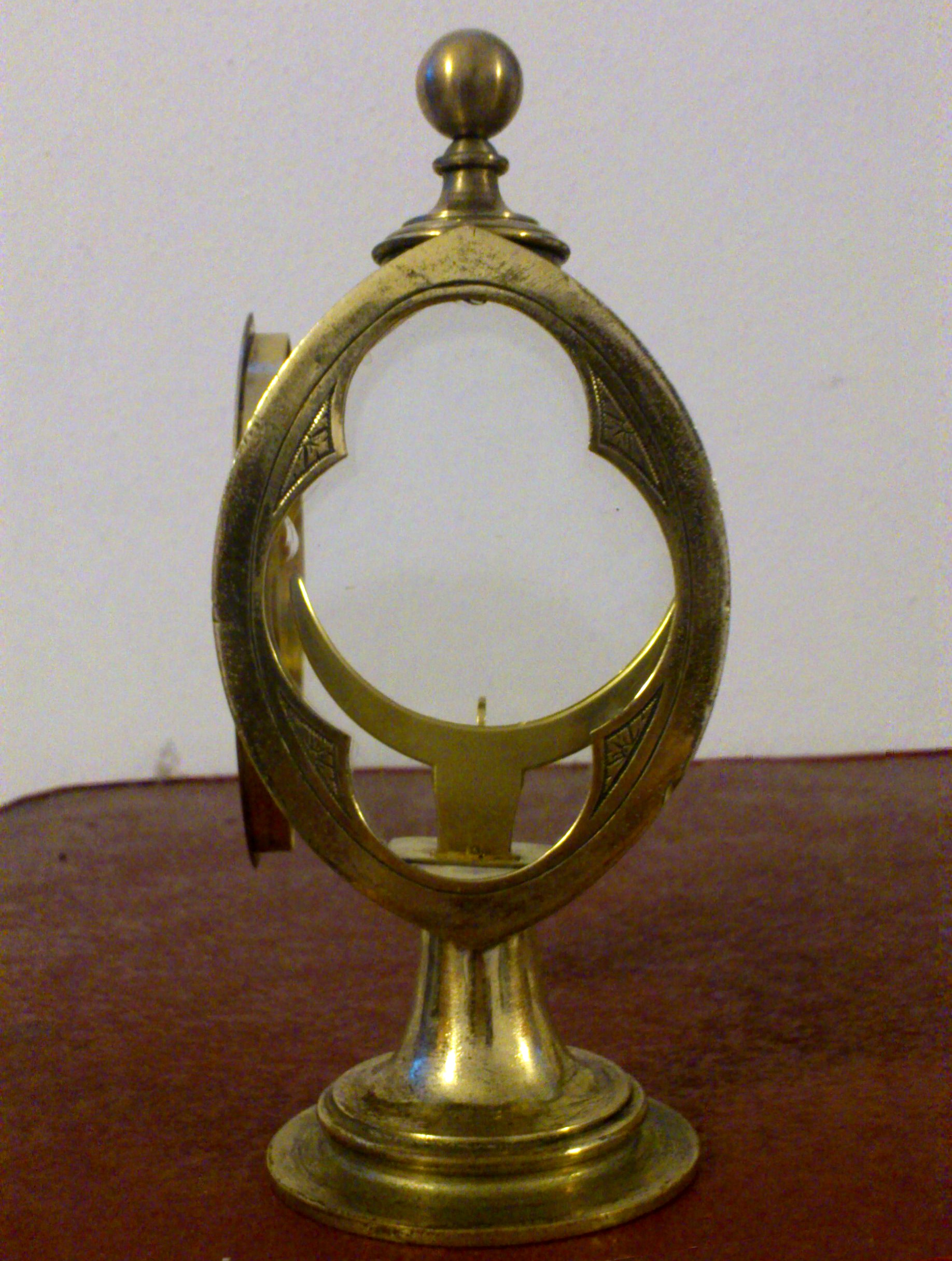
Кустодія для католицької служби

Кусто́дія (грец. κουστωδία, лат. custōdia, «охорона») — смужка білого паперу або скринька, що захищала цілісність металевої, воскової чи сургучевої печатки, що прикріплювалася на шнурочку внизу багатьох древніх грамот. Кустодії-скриньки були металеві, кістяні, рогові тощо. Здебільшого вони призначалися для печаток великого розміру або печаток під грамотами приватного вжитку, наприклад, грамотами на приватну власність. Такі печатки повинні були зберігатися в кустодіях, оскільки вони могли з часом утратити свої особливості і стати нелегітимними. 
Слово вжито в поемі Миколи Бажана «Гетто в Умані»:

Окрім цього, терміном «кустодія» називається предмет для зберігання освяченої гостії в католицькій церкві.
Джерела :
http://www.wikiznanie.ru/ru-wz/index.php/Кустодия